# IPadOS
iPadOS (укр. айпѐдоѐс) — це мобільна операційна система від Apple Inc.. Розроблена для пристроїв iPad на заміну iOS. Вперше була представлена 3 червня 2019 року на конференції Apple WWDC. Доступна для завантаження з 24 вересня 2019 року.
З 12 липня 2023 року доступна публічна бета-версія iPadOS 17.
iPadOS є похідною від OS X, отже, є за своєю природою iOS-подібною операційною системою. В основному являє собою більш розширений функціонал iOS 12.
Користувацький інтерфейс iPadOS заснований на концепції прямої маніпуляції з використанням нових жестів Multi-Touch, які в деяких випадках відрізняються від жестів iOS 12. Елементи інтерфейсу управління складаються з повзунків, перемикачів і кнопок. Вбудований акселерометр використовується деякими програмами для реагування на струшування пристрою, яке є також загальною командою скасування, або обертання пристрою у трьох напрямках, що є загальною командою перемикання між книжковим та альбомним режимами.

## Оновлені можливості iPadOS
- Фотографії — оновлений пошук по місцю і часу, а також нові можливості редагування фотографій та відеофайлів.
- Find My — об'єднання Find my iPhone та Find my Friends у єдиний додаток з розширеною функціональністю.
- Файлова система — спрощена робота з файлами з використанням Drag-and-drop у порівнянні з iOS 12.
- Кастомізація — можна кастомізувати сторонні додатки та встановлювати власні шрифти.
- Split View — робота з багатьма додатками одночасно та відкриття декількох вікон одного додатку.
- Safari — мобільний браузер з функціональністю настільної версії браузеру Safari та інтегрованим менеджером завантажень.
- Віджети — Центр сповіщення доступний відразу на головному екрані з лівого боку із допомогою нового жесту.
- Клавіатура — доступна функція набору тексту з допомогою свайпів та використання стікерів на основі Animoji.
- Share — оновлений екран поширення по всій системі.